# Campeonato Sul-Americano de Rugby Seven Feminino de 2011
O Campeonato Sul-Americano de Rugby Seven Feminino de 2011 foi realizado em Bento Gonçalves (RS), no Brasil, contando com a participação de oito equipes. A competição teve como organizadoras a CONSUR e a CBRu, e foi vencida pelo Brasil.

## Seleções participantes
- Argentina
- Brasil
- Chile
- Colômbia
- Paraguai
- Peru
- Uruguai
- Venezuela

## Primeira fase

### Grupo A

#### Classificação
| Time      | Partidas | Vitórias | Empates | Derrotas | Pró | Contra | Diferença | Pontos |
| --------- | -------- | -------- | ------- | -------- | --- | ------ | --------- | ------ |
| Brasil    | 3        | 3        | 0       | 0        | 99  | 7      | +92       | 9      |
| Argentina | 3        | 2        | 0       | 1        | 82  | 19     | +63       | 6      |
| Venezuela | 3        | 1        | 0       | 2        | 17  | 69     | -62       | 3      |
| Paraguai  | 3        | 0        | 0       | 3        | 0   | 93     | -93       | 0      |

#### Jogos
| 5 de fevereiro |        |           |                                |
| Argentina      | 43 - 0 | Venezuela | Arena do SESI, Bento Gonçalves |
|                |        |           | Arena do SESI, Bento Gonçalves |

| 5 de fevereiro |        |          |                                |
| Brasil         | 44 - 0 | Paraguai | Arena do SESI, Bento Gonçalves |
|                |        |          | Arena do SESI, Bento Gonçalves |

| 5 de fevereiro |        |          |                                |
| Argentina      | 32 - 0 | Paraguai | Arena do SESI, Bento Gonçalves |
|                |        |          | Arena do SESI, Bento Gonçalves |

| 5 de fevereiro |        |           |                                |
| Brasil         | 36 - 0 | Venezuela | Arena do SESI, Bento Gonçalves |
|                |        |           | Arena do SESI, Bento Gonçalves |

| 5 de fevereiro |        |          |                                |
| Venezuela      | 17 - 0 | Paraguai | Arena do SESI, Bento Gonçalves |
|                |        |          | Arena do SESI, Bento Gonçalves |

| 5 de fevereiro |        |        |                                |
| Argentina      | 7 - 19 | Brasil | Arena do SESI, Bento Gonçalves |
|                |        |        | Arena do SESI, Bento Gonçalves |

### Grupo B

#### Classificação
| Time     | Partidas | Vitórias | Empates | Derrotas | Pró | Contra | Diferença | Pontos |
| -------- | -------- | -------- | ------- | -------- | --- | ------ | --------- | ------ |
| Chile    | 3        | 2        | 1       | 0        | 34  | 17     | +17       | 7      |
| Uruguai  | 3        | 2        | 0       | 1        | 55  | 15     | +40       | 6      |
| Colômbia | 3        | 1        | 1       | 1        | 22  | 34     | -12       | 4      |
| Peru     | 3        | 0        | 0       | 3        | 12  | 57     | -45       | 0      |

#### Jogos
| 5 de fevereiro |        |       |                                |
| Uruguai        | 5 - 10 | Chile | Arena do SESI, Bento Gonçalves |
|                |        |       | Arena do SESI, Bento Gonçalves |

| 5 de fevereiro |        |      |                                |
| Colômbia       | 12 - 5 | Peru | Arena do SESI, Bento Gonçalves |
|                |        |      | Arena do SESI, Bento Gonçalves |

| 5 de fevereiro |        |      |                                |
| Uruguai        | 26 - 0 | Peru | Arena do SESI, Bento Gonçalves |
|                |        |      | Arena do SESI, Bento Gonçalves |

| 5 de fevereiro |       |       |                                |
| Colômbia       | 5 - 5 | Chile | Arena do SESI, Bento Gonçalves |
|                |       |       | Arena do SESI, Bento Gonçalves |

| 5 de fevereiro |        |      |                                |
| Chile          | 19 - 7 | Peru | Arena do SESI, Bento Gonçalves |
|                |        |      | Arena do SESI, Bento Gonçalves |

| 5 de fevereiro |        |         |                                |
| Colômbia       | 5 - 24 | Uruguai | Arena do SESI, Bento Gonçalves |
|                |        |         | Arena do SESI, Bento Gonçalves |

## Fase final

### Semifinais Bronze
| 6 de fevereiro |        |           |                                |
| Peru           | 31 - 0 | Venezuela | Arena do SESI, Bento Gonçalves |
|                |        |           | Arena do SESI, Bento Gonçalves |

| 6 de fevereiro |        |          |                                |
| Colômbia       | 31 - 0 | Paraguai | Arena do SESI, Bento Gonçalves |
|                |        |          | Arena do SESI, Bento Gonçalves |

### Semifinais Ouro
| 6 de fevereiro |       |         |                                |
| Brasil         | 5 - 0 | Uruguai | Arena do SESI, Bento Gonçalves |
|                |       |         | Arena do SESI, Bento Gonçalves |

| 6 de fevereiro |        |           |                                |
| Chile          | 0 - 19 | Argentina | Arena do SESI, Bento Gonçalves |
|                |        |           | Arena do SESI, Bento Gonçalves |

### Final 7º e 8º
| 6 de fevereiro |        |          |                                |
| Venezuela      | 36 - 0 | Paraguai | Arena do SESI, Bento Gonçalves |
|                |        |          | Arena do SESI, Bento Gonçalves |

### Final Bronze 5º
| 6 de fevereiro |        |          |                                |
| Peru           | 0 - 15 | Colômbia | Arena do SESI, Bento Gonçalves |
|                |        |          | Arena do SESI, Bento Gonçalves |

### Final Prata 3º
| 6 de fevereiro |         |         |                                |
| Chile          | 15 - 10 | Uruguai | Arena do SESI, Bento Gonçalves |
|                |         |         | Arena do SESI, Bento Gonçalves |

### Final Ouro
| 6 de fevereiro |        |           |                                |
| Brasil         | 32 - 5 | Argentina | Arena do SESI, Bento Gonçalves |
|                |        |           | Arena do SESI, Bento Gonçalves |

## Campeão
| Campeonato Sul-Americano de Rugby Seven Feminino de 2011 |
| -------------------------------------------------------- |
| BRASIL Campeão (7º título)                               |

## Televisionamento
Algumas partidas do campeonato foram transmitidas, com exclusividade, pelo canal fechado SporTV.